# Canalopatía
Las canalopatías son varios trastornos de la excitabilidad de la membrana muscular asociadas con mutaciones en los canales de calcio, sodio o potasio y los receptores de acetilcolina. Este grupo de enfermedades ha sido denominado canalopatías.
Las canalopatías muestran evidencia de convergencia fenotípica; en forma notable la ataxia episódica puede ser causada por mutaciones en los canales de calcio o en los canales de potasio. Las canalopatías neuronales también muestran divergencia fenotípica; por ejemplo mutaciones diferentes en el mismo gen del canal de calcio se asocia con migraña hemipléjica familiar, ataxia episódica o progresiva, coma y epilepsia

## Manifestaciones clínicas

### Tipos
- Ataxia episódica.
- Eritromelalgia.
- Fibrosis quística.
- Hiperinsulinismo congénito.
- Hipertermia maligna.
- Migraña.
- Migraña hemipléjica familiar.
- Mucolipidosis tipo lV.
- Miastenia gravis.
- Miotonia congénita.
- Neuromiotonía.
- Paramiotonía congénita.
- Parálisis periódica.
- Parálisis periódica hipercaliémica.[1]
- Parálisis periódica hipocaliémica.
- Retinitis pigmentosa.
- Síndrome de Bartter.
- Síndrome de Brugada.
- Síndrome de Romano-Ward.
- Síndrome del QT corto.
- Síndrome del QT largo.
- Síndrome de Timothy.
- Sordera no-sindromatica.
- Síndrome de Dravet.
- Síndrome de Juberg y Hellman, también llamado EFMR (epilepsia en niñas con retraso mental).

### Canalopatías del músculo esquelético
Los primeros trastornos heredados de los canales iónicos, que se identificaron en los humanos fueron aquellos que afectan al músculo esquelético. La fidelidad y velocidad de la contracción esquelética depende en forma crítica de la excitabilidad eléctrica de la fibra muscular. La aceticolina que es liberada en la terminal de la neurona motora se une al receptor de acetilcolina post-sináptico y produce una despolarización local, el potencial de la placa terminal. En el músculo sano este potencial sobrepasa el umbral para generar un potencial de acción.

### Canalopatías del sistema nervioso central
Las canalopatías neuronales usualmente se manifiestan como disfunción neurológica transitoria: convulsiones, migraña hemipléjica, ataxia episódica. Una excepción notable es la ataxia espinocerebelosa lentamente progresiva, asociada con mutaciones en la subunidad alfa-1.

### Canalopatías de sodio
El primer canal de sodio que se relacionó con la epilepsia humana fue la subunidad accesoria B-1 que se codifica en el cromosoma 19.